# Llista d'asteroides/1601–1700
| Nom               | Designació provisional | Data de descobriment    | Descobridor/s              |
| ----------------- | ---------------------- | ----------------------- | -------------------------- |
| 1601 Patry        | 1942 KA                | 18 de maig del 1942     | L. Boyer                   |
| 1602 Indiana      | 1950 GF                | 14 de març del 1950     | Indiana University         |
| 1603 Neva         | 1926 VH                | 4 de novembre del 1926  | G. N. Neujmin              |
| 1604 Tombaugh     | 1931 FH                | 24 de març del 1931     | C. O. Lampland             |
| 1605 Milankovitch | 1936 GA                | 13 d'abril del 1936     | P. Đjurković               |
| 1606 Jekhovsky    | 1950 RH                | 14 de setembre del 1950 | L. Boyer                   |
| 1607 Mavis        | 1950 RA                | 3 de setembre del 1950  | E. L. Johnson              |
| 1608 Muñoz        | 1951 RZ                | 1 de setembre del 1951  | M. Itzigsohn               |
| 1609 Brenda       | 1951 NL                | 10 de juliol del 1951   | E. L. Johnson              |
| 1610 Mirnaya      | 1928 RT                | 11 de setembre del 1928 | P. F. Shajn                |
| 1611 Beyer        | 1950 DJ                | 17 de febrer del 1950   | K. Reinmuth                |
| 1612 Hirose       | 1950 BJ                | 23 de gener del 1950    | K. Reinmuth                |
| 1613 Smiley       | 1950 SD                | 16 de setembre del 1950 | S. J. Arend                |
| 1614 Goldschmidt  | 1952 HA                | 18 d'abril del 1952     | A. Schmitt                 |
| 1615 Bardwell     | 1950 BW                | 28 de gener del 1950    | Indiana University         |
| 1616 Filipoff     | 1950 EA                | 15 de març del 1950     | L. Boyer                   |
| 1617 Alschmitt    | 1952 FB                | 20 de març del 1952     | L. Boyer                   |
| 1618 Dawn         | 1948 NF                | 5 de juliol del 1948    | E. L. Johnson              |
| 1619 Ueta         | 1953 TA                | 11 d'octubre del 1953   | T. Mitani                  |
| 1620 Geographos   | 1951 RA                | 14 de setembre del 1951 | A. G. Wilson, R. Minkowski |
| 1621 Druzhba      | 1926 TM                | 1 d'octubre del 1926    | S. Beljavskij              |
| 1622 Chacornac    | 1952 EA                | 15 de març del 1952     | A. Schmitt                 |
| 1623 Vivian       | 1948 PL                | 9 d'agost del 1948      | E. L. Johnson              |
| 1624 Rabe         | 1931 TT1               | 9 d'octubre del 1931    | K. Reinmuth                |
| 1625 The NORC     | 1953 RB                | 1 de setembre del 1953  | S. J. Arend                |
| 1626 Sadeya       | 1927 AA                | 10 de gener del 1927    | J. Comas Solá              |
| 1627 Ivar         | 1929 SH                | 25 de setembre del 1929 | E. Hertzsprung             |
| 1628 Strobel      | 1923 OG                | 11 de setembre del 1923 | K. Reinmuth                |
| 1629 Pecker       | 1952 DB                | 28 de febrer del 1952   | L. Boyer                   |
| 1630 Milet        | 1952 DA                | 28 de febrer del 1952   | L. Boyer                   |
| 1631 Kopff        | 1936 UC                | 11 d'octubre del 1936   | Y. Väisälä                 |
| 1632 Sieböhme     | 1941 DF                | 26 de febrer del 1941   | K. Reinmuth                |
| 1633 Chimay       | 1929 EC                | 3 de març del 1929      | S. J. Arend                |
| 1634 Ndola        | 1935 QP                | 19 d'agost del 1935     | C. Jackson                 |
| 1635 Bohrmann     | 1924 QW                | 7 de març del 1924      | K. Reinmuth                |
| 1636 Porter       | 1950 BH                | 23 de gener del 1950    | K. Reinmuth                |
| 1637 Swings       | 1936 QO                | 28 d'agost del 1936     | J. Hunaerts                |
| 1638 Ruanda       | 1935 JF                | 3 de maig del 1935      | C. Jackson                 |
| 1639 Bower        | 1951 RB                | 12 de setembre del 1951 | S. J. Arend                |
| 1640 Nemo         | 1951 QA                | 31 d'agost del 1951     | S. J. Arend                |
| 1641 Tana         | 1935 OJ                | 25 de juliol del 1935   | C. Jackson                 |
| 1642 Hill         | 1951 RU                | 4 de setembre del 1951  | K. Reinmuth                |
| 1643 Brown        | 1951 RQ                | 4 de setembre del 1951  | K. Reinmuth                |
| 1644 Rafita       | 1935 YA                | 16 de desembre del 1935 | R. Carrasco                |
| 1645 Waterfield   | 1933 OJ                | 24 de juliol del 1933   | K. Reinmuth                |
| 1646 Rosseland    | 1939 BG                | 19 de gener del 1939    | Y. Väisälä                 |
| 1647 Menelaus     | 1957 MK                | 23 de juny del 1957     | S. B. Nicholson            |
| 1648 Shajna       | 1935 RF                | 5 de setembre del 1935  | P. F. Shajn                |
| 1649 Fabre        | 1951 DE                | 27 de febrer del 1951   | L. Boyer                   |
| 1650 Heckmann     | 1937 TG                | 11 d'octubre del 1937   | K. Reinmuth                |
| 1651 Behrens      | 1936 HD                | 23 d'abril del 1936     | M. Laugier                 |
| 1652 Hergé        | 1953 PA                | 9 d'agost del 1953      | S. J. Arend                |
| 1653 Yakhontovia  | 1937 RA                | 30 d'agost del 1937     | G. N. Neujmin              |
| 1654 Bojeva       | 1931 TL                | 8 d'octubre del 1931    | P. F. Shajn                |
| 1655 Comas Solá   | 1929 WG                | 28 de novembre del 1929 | J. Comas Solá              |
| 1656 Suomi        | 1942 EC                | 11 de març del 1942     | Y. Väisälä                 |
| 1657 Roemera      | 1961 EA                | 6 de març del 1961      | P. Wild                    |
| 1658 Innes        | 1953 NA                | 13 de juliol del 1953   | J. A. Bruwer               |
| 1659 Punkaharju   | 1940 YL                | 28 de desembre del 1940 | Y. Väisälä                 |
| 1660 Wood         | 1953 GA                | 7 d'abril del 1953      | J. A. Bruwer               |
| 1661 Granule      | A916 FA                | 31 de març del 1916     | M. F. Wolf                 |
| 1662 Hoffmann     | A923 RB                | 11 de setembre del 1923 | K. Reinmuth                |
| 1663 van den Bos  | 1926 PE                | 4 d'agost del 1926      | H. E. Wood                 |
| 1664 Felix        | 1929 CD                | 4 de febrer del 1929    | E. Delporte                |
| 1665 Gaby         | 1930 DQ                | 27 de febrer del 1930   | K. Reinmuth                |
| 1666 van Gent     | 1930 OG                | 22 de juliol del 1930   | H. van Gent                |
| 1667 Pels         | 1930 SY                | 16 de setembre del 1930 | H. van Gent                |
| 1668 Hanna        | 1933 OK                | 24 de juliol del 1933   | K. Reinmuth                |
| 1669 Dagmar       | 1934 RS                | 7 de setembre del 1934  | K. Reinmuth                |
| 1670 Minnaert     | 1934 RZ                | 9 de setembre del 1934  | H. van Gent                |
| 1671 Chaika       | 1934 TD                | 3 d'octubre del 1934    | G. N. Neujmin              |
| 1672 Gezelle      | 1935 BD                | 29 de gener del 1935    | E. Delporte                |
| 1673 van Houten   | 1937 TH                | 11 d'octubre del 1937   | K. Reinmuth                |
| 1674 Groeneveld   | 1938 DS                | 7 de febrer del 1938    | K. Reinmuth                |
| 1675 Simonida     | 1938 FB                | 20 de març del 1938     | M. B. Protitch             |
| 1676 Kariba       | 1939 LC                | 15 de juny del 1939     | C. Jackson                 |
| 1677 Tycho Brahe  | 1940 RO                | 6 de setembre del 1940  | Y. Väisälä                 |
| 1678 Hveen        | 1940 YH                | 28 de desembre del 1940 | Y. Väisälä                 |
| 1679 Nevanlinna   | 1941 FR                | 18 de març del 1941     | L. Oterma                  |
| 1680 Per Brahe    | 1942 CH                | 12 de febrer del 1942   | L. Oterma                  |
| 1681 Steinmetz    | 1948 WE                | 23 de novembre del 1948 | M. Laugier                 |
| 1682 Karel        | 1949 PH                | 2 d'agost del 1949      | K. Reinmuth                |
| 1683 Castafiore   | 1950 SL                | 19 de setembre del 1950 | S. J. Arend                |
| 1684 Iguassú      | 1951 QE                | 23 d'agost del 1951     | M. Itzigsohn               |
| 1685 Toro         | 1948 OA                | 17 de juliol del 1948   | C. A. Wirtanen             |
| 1686 De Sitter    | 1935 SR1               | 28 de setembre del 1935 | H. van Gent                |
| 1687 Glarona      | 1965 SC                | 19 de setembre del 1965 | P. Wild                    |
| 1688 Wilkens      | 1951 EQ1               | 3 de març del 1951      | M. Itzigsohn               |
| 1689 Floris-Jan   | 1930 SO                | 16 de setembre del 1930 | H. van Gent                |
| 1690 Mayrhofer    | 1948 VB                | 8 de novembre del 1948  | M. Laugier                 |
| 1691 Oort         | 1956 RB                | 9 de setembre del 1956  | K. Reinmuth                |
| 1692 Subbotina    | 1936 QD                | 16 d'agost del 1936     | G. N. Neujmin              |
| 1693 Hertzsprung  | 1935 LA                | 5 de maig del 1935      | H. van Gent                |
| 1694 Kaiser       | 1934 SB                | 29 de setembre del 1934 | H. van Gent                |
| 1695 Walbeck      | 1941 UO                | 15 d'octubre del 1941   | L. Oterma                  |
| 1696 Nurmela      | 1939 FF                | 18 de març del 1939     | Y. Väisälä                 |
| 1697 Koskenniemi  | 1940 RM                | 8 de setembre del 1940  | H. Alikoski                |
| 1698 Christophe   | 1934 CS                | 10 de febrer del 1934   | E. Delporte                |
| 1699 Honkasalo    | 1941 QD                | 26 d'agost del 1941     | Y. Väisälä                 |
| 1700 Zvezdara     | 1940 QC                | 26 d'agost del 1940     | P. Đjurković               |